# Осада Капуи
Оса́да Ка́пуи (212—211 годы до н. э., с перерывом) — осада римскими войсками италийского города Капуя, в 216 году до н. э. перешедшего на сторону Карфагена, в ходе 2-й Пунической войны.

## Предыстория
После битвы при Каннах восстали некоторые италийские племена, пожелавшие отделиться от Рима. Сторонником восстания был глава народной партии в Капуе Пакувий Калавий. Он предложил отпасть от Рима. Но на римской службе находилось довольно много кампанцев, в том числе и 300 юношей из лучших семей, удерживаемых в заложниках. Капуанцы решили отправить послов к консулу, чтобы попросить о том, чтобы отпустить юношей. Послы прибыли к Гаю Теренцию Варрону, не так давно потерпевшему поражение при Каннах. Варрон рассказал о бедственном положении армии и просил кампанцев о помощи в войне. Послы, узнав о бедственном положении римлян, решили, что настала пора восстать. В Капуе отряжают послов к Ганнибалу и они заключают с ним союз.
Таким образом, началась война Рима и Кампании. Уже в следующем году римляне вторглись в Кампанию и разорили некоторые территории. Вскоре в Кампанию были брошены две консульские армии. В 212 до н. э. капуанцы отправили послов к Ганнибалу, чтобы просить дать конвой для охраны повозок с хлебом. Конвой был разбит при Беневенте.

## Первая осада и битва
Затем две консульские армии подошли к Капуе и осадили её. Капуанцы делали смелые вылазки, сея страх среди римлян. Но осада продолжалась. Вскоре к городу подошёл Ганнибал. Завязалось сражение, в котором римляне понесли большие потери. Конное сражение было прервано появлением на горизонте облака пыли, и обе армии отошли в лагерь. Это была римская подмога. Но осторожные консулы не решились на вторую битву и ночью отступили. Квинт Фульвий Флакк направился к Кумам, Аппий Клавдий — в Луканию. Ганнибал не знал, кого преследовать, но потом погнался за Аппием. Аппий умело вёл за собой Ганнибала и смог вернуться к Капуе другой дорогой.

## Вторая осада
Аппий вернулся к Капуе и возобновил прерванную осаду. Ганнибал задержался в Лукании, где он разгромил армии двух преторов. Между тем и другой консул Квинт Фульвий Флакк подошёл к Капуе. Консулы начали осадные работы. Были проведены ров и вал. Кампанцы попытались мешать работам, но их атаки были отбиты. Тогда капуанцы отрядили послов к Ганнибалу с просьбой о помощи. Покидая в 211 до н. э. зимние квартиры, Ганнибал думал, идти ему на Тарент, чтобы взять крепость, или на Капую. Он решил пойти к Капуе.

## Вторая битва
Ганнибал стал лагерем близ Капуи и послал гонцов с целью сказать осаждённым день битвы. По плану предполагалось окружить римлян со стороны города, где сделают вылазку капуанцы, и со стороны поля, где начнёт наступление Ганнибал. В назначенный день начинается ожесточённое сражение. Атака кампанцев была отбита, но атаки иберов и карфагенян были остановлены с большими потерями, консул Аппий Клавдий был тяжело ранен. Капуанцы были оттеснены к воротам города. Ганнибал, видя ожесточённое сопротивление римлян, приказал своим войскам отступить. Не надеясь на победу под Капуей, он решил отвлечь римлян и пошёл на Рим.

## Падение Капуи
Ганнибал надеялся, что от Капуи будут оттянуты две консульские армии, когда он будет у Рима. Но к Риму двинулась лишь одна консульская армия под командованием Квинта Фульвия Флакка. Но этот манёвр не удался: осада Капуи продолжалась, сражение под Римом не имело успеха. Ганнибал был вынужден оставить Капую на произвол судьбы. Капуанцы решили сдать город римлянам. Капуя пала.

## Итоги
Таким образом, Ганнибал лишился своего самого сильного союзника в Италии. Кроме того, пример Капуи внушил другим городам не изменять Риму. Капуанские сенаторы были казнены, но город был оставлен, несмотря на предложения стереть его с лица земли.